# Barska kornjača
Barska kornjača (Emys orbicularis) je jedna od samo dvije vrste slatkovodnih kornjača u Europi. Ima gladak leđni oklop smeđe ili crne boje, preklopljen prema prednjem dijelu trbušnog oklopa, pa se može podići kad kornjača uvlači glavu. Provodi mnogo vremena sunčajući se na kamenju ili srušenom drveću, ali na prvi znak opasnosti bježi u vodu i zaranja.
Jede žabe, ribe i druge male životinje u vodi ili na kopnu.

## Drugi projekti
|  | Zajednički poslužitelj ima stranicu o temi Barska kornjača    |
|  | Zajednički poslužitelj ima još gradiva o temi Barska kornjača |
|  | Wikivrste imaju podatke o taksonu Barska kornjači             |